# Sepp Viellechner
Sepp Viellechner, bürgerlich: Werner Viellechner (* 14. Januar 1935 in Kirchseeon, Landkreis Ebersberg) ist ein deutscher Sänger auf dem Gebiet der volkstümlichen Musik.

## Leben
Sepp wuchs mit zwei Brüdern in Kirchseeon auf. Nach der Schule erlernte er den Beruf des Zimmermanns. Doch begann er bald danach sein Studium an der Opernschule „Birna“, um anschließend das Münchner Trapp-Konservatorium zu besuchen. Ende der 1950er Jahre nahm er an einem Jodel-Wettbewerb des Apollo-Theaters teil und machte den 1. Platz. 1959 erhielt er dann seinen ersten Schallplattenvertrag und wurde als volkstümlicher Sänger bekannt. Seine Tenorstimme brachte ihm bald den Beinamen „Caruso der Berge“ ein, wie auch sein erstes Album 1968 benannt wurde.
1972 hatte Sepp Viellechner seinen ersten Fernsehauftritt bei den Lustigen Musikanten im ZDF, dem zahlreiche weitere Auftritte folgten. Bekannt wurde auch sein Auftritt mit seinem Dackel Bazi als „jodelnder Dackel“. 1989 bewarb sich Viellechner zusammen mit Maxl Graf beim Grand Prix der Volksmusik 1989. Ihr Titel Kaum schau i auf'd Uhr is scho Herbst erreichte den 7. Platz bei der deutschen Vorentscheidung.
Sepp Viellechner ist mit Brigitte Viellechner verheiratet.

## Ehrungen
- Hermann-Löns-Medaille

## Bekannte Titel
- Das Kufsteinlied, 1969
- Kinder der blauen Berge 1975
- Kaum schau i auf'd Uhr is scho Herbst 1989
- Ein Bajuware kennt keinen Stress 1993
- La Pastorella

## Diskografie
Alben (Auswahl)
- Caruso der Berge (1968)
- Das Kufsteiner Lied – Die schönsten Jodler und Lieder
- Edelweiß-Lieder der Heimat
- Fröhlich im Festzelt
- Heimweh nach den Bergen
- Immer wieder frohe Lieder
- La Pastorella
- Melodie der Berg
- Wie schön ist doch die Welt
- Goldene Lieder der Berge
- Kinder der blauen Berge (mit Gitti und Erika)
- Postilion der Berge
- Lieder der Welt sind Lieder der Heimat
- Vom Tal zum Gipfelkreuz
- Olympia Jodler (zur Olympiade 1972)

| Personendaten    | Personendaten                                            |
| ---------------- | -------------------------------------------------------- |
| NAME             | Viellechner, Sepp                                        |
| KURZBESCHREIBUNG | deutscher Sänger auf dem Gebiet der volkstümlichen Musik |
| GEBURTSDATUM     | 14. Januar 1935                                          |
| GEBURTSORT       | Kirchseeon, Landkreis Ebersberg                          |